# Образцово народно читалище „Просвета – 1865“
Образцово народно читалище „Просвета – 1865“ е читалище в град Гоце Делчев, България. Читалището е разположено на площад „Гоце Делчев“ № 1 и е регистрирано под № 19 в Министерство на културата на България.
Основано е през 1865 година в Неврокоп под името „Зора“ и се помещава в Полизоевата къща. Инициатор за основаването на читалището е Атанас Кръстев, а в настоятелството влизат Илия Дуков, Георги Астарджиев, Никодим Марков, Никола Мандушев, Митре Стоюв, Димитър Ангеланов. Към читалището има и неделно училище и е формирана библиотека с книги от дарения. В първия запазен устав от 1874 година целта на институцията е:
| „ | да дотъкмява на читающата публика леснина за прочитане; да подпомага българската книжнина; да улеснява сиромашките ученици; да ся труди с всякакъв начин да помага на училищата както в града, тъй и вън по селата. | “ |

В 1882 година читалището е разгромено от бандата на Черкез Мехмед ефенди, но дейността му веднага е възстановена. В 1903 година то поставя първата пиеса в Неврокоп – „Многострадална Геновева“ на Лудвиг Тик. Дейността на читалището спира след Илинденско-Преображенското въстание в 1903 година.
След Младотурската революция в 1908 година дейността на читалището е възобновена под ново име - „Просвета“. Възстановяват се библиотеката и театралната дейност, като сред първите постановчици и изпълнители са Анастасия Балтова, Прокоп Атанасов, Спас Коршумов и Натанаил Матов.
След освобождението на Неврокоп, в 1914 година е формиран мъжки хор, който по-късно става смесен. Ръководител на хора от 1922 година е Иван Кюлев, от 1935 година - Христо Манолов, а след него Здравко Коцев, Стою Попов, Георги Анастасов. В 1935 година е създаден литературен кръжок „Людмил Стоянов“, в който влизат Кирил Кемалов, Жак Битев, Първан Спасов, Минко Моллов, Тодор Куманичлиев. В 1965 година кръжокът издава сборника „Пирински ручей“ с творби на местни автори. В 1938 година към читалището е създадена лекторска група. В същата година то се мести в собствена сграда.
В 1946 година е създаден ансамбълът за народни песни и танци „Яне Сандански“ – първият самодеен фолклорен ансамбъл в страната. На следната 1947 година Любен Димитров, Кирил Кемалов, Александър Николов, Иван Маринов и З. Икономов създават историческия кръжок „Никополис ад Нестум“, който събира много исторически материали. Създадената през 1964 година читалищна музейна сбирка по-късно прераства в исторически музей. В 1958 година е завършена пристройката към сградата на читалището с помещения за библиотека, лекции, репетиции и киносалон. От 1960 година читалището е образцово. В същата 1960 година е формиран естрадно-сатиричен състав, в 1968 година – клуб за художествено слово и клуб на любителите на операта, а в 1969 година клуб на фото и кинолюбителите. В 1965 година читалището получава орден „Кирил и Методий“, I степен. Библиотеката му има 140 хиляди тома книги.